# Estreito de Matotchkin

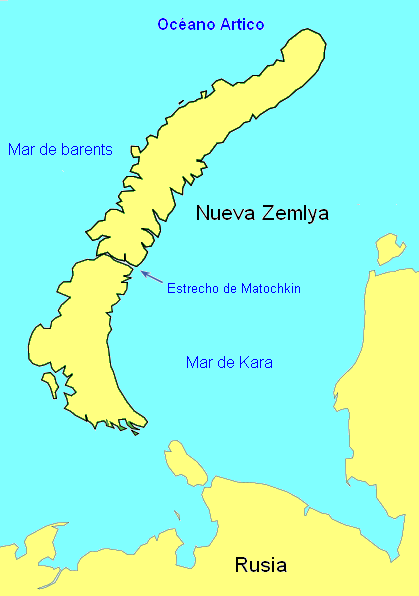
Estreito de Matotchkin

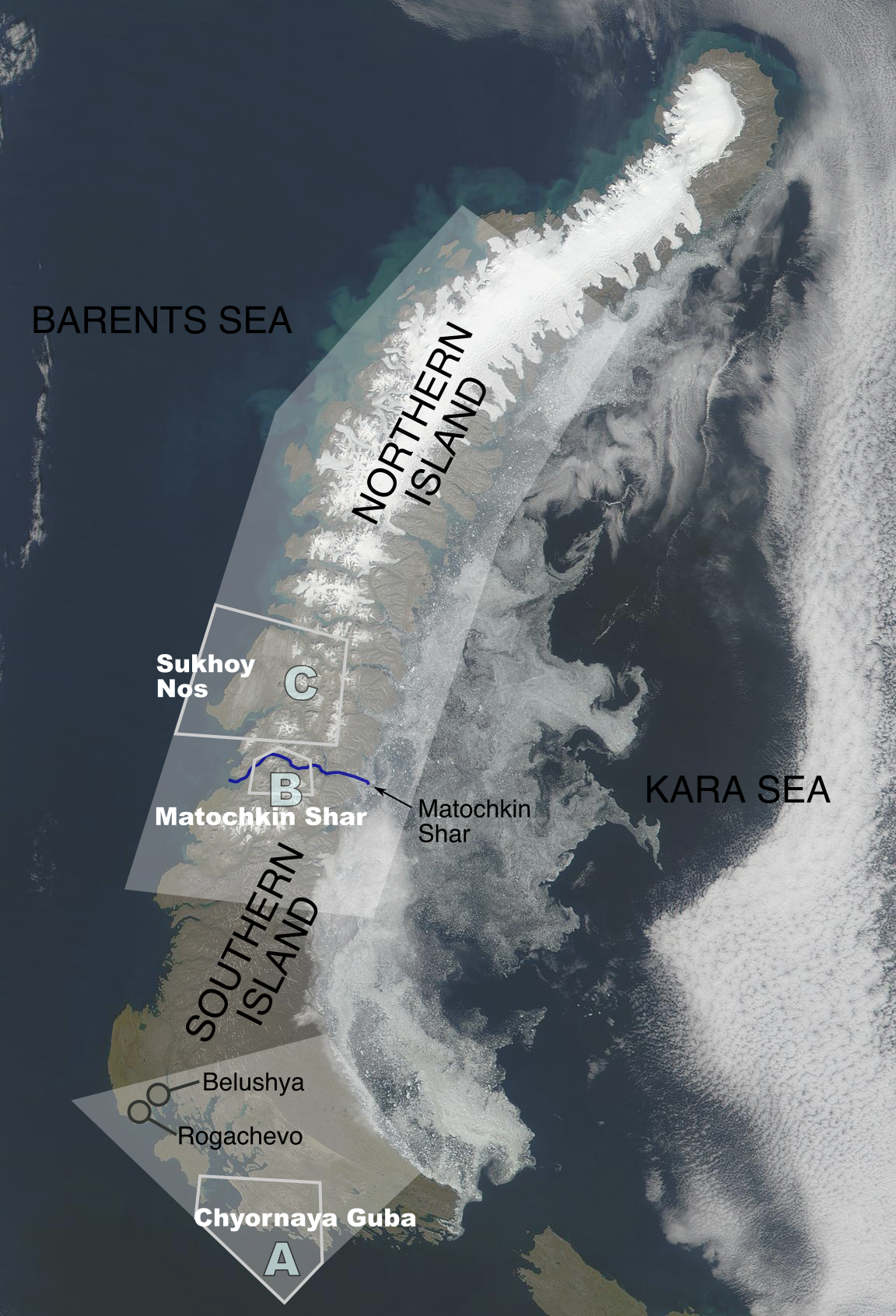
Zona de testes nucleares

O Estreito de Matotchkin (em russo:  Maточкин Шар, Matotchkin Shar) é um estreito entre a Ilha Severny (Ilha Setentrional) e a ilha Yujny (Ilha Meridional) da Nova Zembla, e liga o Mar de Barents ao Mar de Kara. Tem aproximadamente 100 km de comprimento, e a largura, na parte mais estreita, é de apenas 600 metros. Encontra-se coberto por gelo na maior parte do ano.
Entre 1963 e 1990 foram executados no estreito ou proximidades 39 testes nucleares.